# Ann Lykke Davidsen
Ann Lykke Davidsen (født Ann Lykke Kjær, 1972, Varde) er en dansk journalist. Hun blev genstand for offentlig opmærksomhed i 2019, da hun stod i spidsen for radiokanalen Radio Loud, som ansøgte og vandt udbuddet om at drive en DAB-kanal over en fireårig periode foran den etablerede kanal Radio24syv. Efterfølgende var hun kanalens direktør frem til sin fyring i 2021 som følge af Radio Louds lave lyttertal.

## Karriere
Ann Lykke Davidsen tog fra Varde til København efter endt studentereksamen med henblik på at blive skuespiller, men endte via et kommunalt aktiveringstilbud med at lave lokalradio. Hun uddannede sig til billedjournalist fra Danmarks journalisthøjskole i 2002, hvorefter hun fik ansættelse på DR's afdeling for radio. I perioden 2002 til 2004 havde hun forskellige hverv på P3, heriblandt vært på Ann Lykke Kjær på P3 og Flæsk, producer for bl.a. Mads og Monopolet og ansvarlig for P3 Events og P3 Satire. Fra 2004 til 2009 var hun først ansvarlig for DR's musikstrategi på nye medier og efterfølgende musikredaktør i DR Medier. I december 2009 tiltrådte Ann Lykke Davidsen som P3's redaktionschef, hvor hun arbejdede frem til 2012.
Op til sit ophør i DR-regi havde Ann Lykke Davidsen året forinden været med til at stifte firmaet Generation5 ApS, som lancerede en app til dyrkning af yoga ved navn YOGO. I perioden 2012 til 2015 arbejdede Ann Lykke Davidsen således med yoga og mindfulness, hvor appen YOGO bl.a. blev forsøgt solgt til skoleklasser og figurerede i projekter i Gentofte og Guldborgsund Kommune.
Herefter vendte Ann Lykke Davidsen tilbage til Danmarks Radio, da hun blev ansat som redaktør på DR Aktuelt med ansvar for bl.a. Aftenshowet. I denne tid blev hun genstand for mere mediebevågenhed end hidtil grundet nogen kontroversielle redaktionelle beslutninger. Især beslutningen om at overraske tidligere misbruger og borgmester i Fredericia Kommune Thomas Banke med en narkotest på direkte tv mødte kritik. Kritikken blev forstærket, da det efterfølgende viste sig, at testen som Thomas Banke indvilligede i at tage, ikke viste et gyldigt svar, skønt vært Mark Stokholm erklærede den negativ i udsendelsen.
Efter at være blevet fyret fra stillingen i DR i perioden 2017-2018 stiftede Ann Lykke Davidsen firmaet Ann Lykke Life i 2018, som tilbød undervisning og vejledning i yoga, indtil hun i 2019 blev tilbudt at stå i spidsen for projektet Radio Loud. På daværende tidspunkt bestod arbejdet i at figurere i og sammensætte en ansøgning til det statslige udbud af en DAB-kanal med fokus på kultur. Da Radio Loud efterfølgende vandt udbuddet, blev Ann Lykke Davidsen kanaldirektør. Samtidig med ansøgningsprocessen blev hendes firma Lykke & Lohmann ApS desuden erklæret konkurs.
Efter halvandet år som direktør for Radio Loud blev Ann Lykke Davidsen fyret i sommeren 2021 som følge af bestyrelsens utilfredshed med kanalens drift og i særdeleshed lave lyttertal.

## Privat
Ann Lykke Davidsen har to børn med eksmanden Mikkel Lohmann Davidsen, som arbejder i restaurationsbranchen og blandt andet har gjort sig bemærket i medierne, da hans firma Kokkens Hverdagsmad forårsagede 268 tilfælde af diarré med en millionbøf-ret i 2019. Hun lever i dag med sin kæreste, deres sammenbragte børn og hunden QB (Queen Beyoncé) i København.